# Professionel soldat
 Denne artikel omhandler overvejende eller alene danske forhold. Hjælp gerne med at gøre artiklen mere almen.
 Der er for få eller ingen kildehenvisninger i denne artikel, hvilket er et problem. Du kan hjælpe ved at angive troværdige kilder til de påstande, som fremføres i artiklen.

Efter danske forhold er en professionel soldat, en som f.eks i hæren kan vælge mellem seks specialer i reaktionsstyrkeuddannelsen, som giver faglig ekspertise inden for et af følgende områder: Kamp, opklaring (bl.a. rekognoscering), ingeniørarbejde, logistik, føringsstøtte (kommunikation) og ildstøtte (artilleri) samt bevogtning. 
Hærens reaktionsstyrker er en konstabeluddannelse, i et af verdens brændpunkter. Efter otte måneders intens træning er man klar til at blive udsendt i internationale missioner. Her til kommer at gå patrulje, indgå i kamp, eller sikre ro / bevogte i krigshærgede områder. 
Der findes lignende professionelle soldater i de øvrige værn - søværnet, luftvåbnet.
I nyere tid er der trukket egnede hjemmeværnssoldater over i f.eks. hæren som konstabler og dermed som professionelle soldater,
kontraktansat og lønnet til specifikke opgaver. At nævne, opgaver i Afghanistan, Kosovo ( 2010 - 2012 ) samt Irak. Senest Mali ( 2017 ).